# Обердёрфер, Поль
Огюст Поль Обердёрфер (фр. Auguste Paul Oberdoerffer; 1 октября 1874, Венсен — 1941) — французский скрипач.
Сын Жана Фредерика Обердёрфера, уроженца Страсбурга, владевшего небольшими фабриками по производству фортепиано в Кольмаре в 1863—1871 гг., а затем в Ле-Мане в 1880—1898 гг.
Ученик Эжена Созе и Мартена Марсика. Вероятно, к годам обучения Обердёрфера в консерватории относится его приятельство с Морисом Равелем, который в конце 1890-х гг. работал над первой, незавершённой сонатой для скрипки и фортепиано; судя по всему, Обердёрфер был первым исполнителем первой части этой сонаты (остальные части не были написаны), в связи с чем Равель в 1929 году посвятил ему, задним числом, своё юношеское произведение.
В 1911 г. играл в Оркестре концертного общества Парижской консерватории. Затем в оркестре Парижской оперы, в 1916—1918 гг. концертмейстер (замещал призванного на военную службу Фирмена Туша). Играл также в оркестре театра Шатле.
Как ансамблист выступал во главе собственного струнного квартета или в дуэте с пианистом Жаном Каниве. С 1920-х гг. выступал также как дирижёр.
Автор небольших камерных пьес для скрипки и фортепиано.
С 1934 г. вёл класс скрипки в Schola Cantorum. Среди учеников Обердёрфера, в частности, Ма Сыцун.
Двоюродный брат — Фредерик Огюст Обердёрфер (1850—1930), пианист и музыкальный педагог, всю жизнь проработавший в Страсбурге и пропагандировавший музыку Эльзаса.